# Taszár
Taszár è un comune dell'Ungheria di 2 070 abitanti (dati 2001) situato nella contea di Somogy, nell'Ungheria centro-occidentale.